# Orthotrichum consobrinum
Orthotrichum consobrinum là một loài Rêu trong họ Orthotrichaceae. Loài này được Cardot mô tả khoa học đầu tiên năm 1908.